# Metopoceras draudti
Metopoceras draudti là một loài bướm đêm trong họ Noctuidae.